# Presidenti del Consiglio regionale dell'Alta Normandia
Il presidente del Consiglio regionale dell'Alta Normandia (in francese Président du conseil régional de Haute-Normandie) è stato il capo del governo dell'ex regione francese dell'Alta Normandia e il capo del suo Consiglio regionale.
Con la riforma delle regioni, a partire dal gennaio 2016 le sue funzioni sono assunte dal presidente del Consiglio regionale della Normandia.

## Elenco
| Mandato                             | Presidente | Presidente                             | Partito | Partito                          |
| ----------------------------------- | ---------- | -------------------------------------- | ------- | -------------------------------- |
| 11 gennaio 1974 – 30 settembre 1974 |            | Jean Lecanuet                          |         | Centro Democratico               |
| 30 settembre 1974 – 6 luglio 1981   |            | André Bettencourt                      |         | Repubblicani Indipendenti        |
| 6 luglio 1981 – 9 febbraio 1982     |            | Laurent Fabius                         |         | Partito Socialista               |
| 9 febbraio 1982 – 6 aprile 1982     |            | Tony Larue                             |         | Partito Socialista               |
| 6 aprile 1982 – 30 marzo 1992       |            | Roger Fossé                            |         | Raggruppamento per la Repubblica |
| 30 marzo 1992 – 23 marzo 1998       |            | Antoine Rufenacht                      |         | Raggruppamento per la Repubblica |
| 23 marzo 1998 – 30 marzo 1998       |            | Jean-Paul Gauzès                       |         | Raggruppamento per la Repubblica |
| 30 marzo 1998 – 21 dicembre 2012    |            | Alain Le Vern                          |         | Partito Socialista               |
| 21 dicembre 2012 – 7 gennaio 2013   |            | Emmanuèle Jeandet-Mengual (ad interim) |         | Partito Socialista               |
| 7 gennaio 2013 – 30 settembre 2013  |            | Alain Le Vern                          |         | Partito Socialista               |
| 1º ottobre 2013 – 14 ottobre 2013   |            | Emmanuèle Jeandet-Mengual (ad interim) |         | Partito Socialista               |
| 14 ottobre 2013 – 31 dicembre 2015  |            | Nicolas Mayer-Rossignol                |         | Partito Socialista               |